# Montrevault-sur-Èvre
Montrevault-sur-Èvre es una comuna nueva francesa situada en el departamento de Maine y Loira, de la región de Países del Loira.

## Historia
Fue creada el 15 de diciembre de 2015, en aplicación de una resolución del prefecto de Maine y Loira de 5 de octubre de 2015 con la unión de las comunas de Chaudron-en-Mauges, La Boissière-sur-Èvre, La Chaussaire, La Salle-et-Chapelle-Aubry, Le Fief-Sauvin, Le Fuilet, Le Puiset-Doré, Montrevault, Saint-Pierre-Montlimart, Saint-Quentin-en-Mauges y Saint-Rémy-en-Mauges, pasando a estar el ayuntamiento en la antigua comuna de Montrevault.

## Demografía
| Gráfica de evolución demográfica de Montrevault-sur-Èvre entre 1800 y 2013 |
|                                                                            |

Los datos entre 1800 y 2013 son el resultado de sumar los parciales de las once comunas que forman la nueva comuna de Montrevault-sur-Èvre, cuyos datos se han cogido de 1800 a 1999, para las comunas de Chaudron-en-Mauges, La Boissière-sur-Èvre, La Chaussaire, La Salle-et-Chapelle-Aubry, Le Fief-Sauvin, Le Fuilet, Le Puiset-Doré, Montrevault, Saint-Pierre-Montlimart, Saint-Quentin-en-Mauges y Saint-Rémy-en-Mauges de la página francesa EHESS/Cassini. Los demás datos se han cogido de la página del INSEE.

## Composición
| Comuna delegada            | Código INSEE | Población (2013) | Superficie (km²) | Densidad (hab./km²) |
| -------------------------- | ------------ | ---------------- | ---------------- | ------------------- |
| Chaudron-en-Mauges         | 49083        | 1471             | 25.71            | 57                  |
| La Boissière-sur-Èvre      | 49033        | 420              | 6.02             | 70                  |
| La Chaussaire              | 49085        | 803              | 12.20            | 66                  |
| La Salle-et-Chapelle-Aubry | 49324        | 1331             | 18.76            | 71                  |
| Le Fief-Sauvin             | 49137        | 1666             | 30.29            | 55                  |
| Le Fuilet                  | 49145        | 1949             | 15.43            | 126                 |
| Le Puiset-Doré             | 49252        | 1182             | 22.62            | 52                  |
| Montrevault                | 49218        | 1294             | 2.66             | 486                 |
| Saint-Pierre-Montlimart    | 49313        | 3404             | 22.29            | 153                 |
| Saint-Quentin-en-Mauges    | 49314        | 1059             | 21.31            | 50                  |
| Saint-Rémy-en-Mauges       | 49316        | 1485             | 21.56            | 69                  |